# تپه قادرآباد
تپه قادرآباد مربوط به دوره ساسانیان - دوران‌های تاریخی پس از اسلام است و در شهرستان تایباد، بخش میان ولایت، روستای قادرآباد واقع شده و این اثر در تاریخ ۲۲ مرداد ۱۳۸۴ با شمارهٔ ثبت ۱۳۳۱۴ به‌عنوان یکی از آثار ملی ایران به ثبت رسیده است.